# Michael, Isle of Man
Michael (manx (språk): Sheadin Skylley Maayl) är en sheading på Isle of Man (Storbritannien). Den ligger i den centrala delen av Isle of Man, 14 km nordväst om huvudstaden Douglas. Antalet invånare är 3 568.